# Otakar Pohl
Dr. Otakar Pohl (11. října 1914 Olomouc – 9. dubna 1986 Praha) byl český ekonom a bankéř. V letech 1950 až 1954 a 1957 až 1969 byl generálním ředitelem Národní banky Československé. Jako ekonom a bankéř podporoval těžký průmysl, násilnou kolektivizaci i razantní zapojování vězňů do těžby uranové rudy. Jeho vliv na československou ekonomiku je zpětně hodnocen značně rozporně.

## Život

### Předválečná kariéra
Narodil se v Olomouci, v Praze vystudoval Právnickou fakultu Univerzity Karlovy a Svobodnou školu politických nauk. Od roku 1939 pracoval jako daňový poradce a účetní revizor v Revisní poradně v Praze. Během německé okupace na Olomoucku spolupracoval na ilegálních tiskovinách Informační služby národního osvobození a V boj, za což byl v roce 1943 zatčen a odsouzen do vězení.

### Poválečná kariéra
V roce 1945 vstoupil do Komunistické strany Československa, následujícího roku se stal pracovníkem Národohospodářského oddělení jejího Ústředního výboru. V roce 1948 začal pracovat jako přednosta v národohospodářském odboru Kanceláře prezidenta republiky. Po únorovém převratu se aktivně podílel na čistkách v ekonomických ministerstvech a také byl mj. předsedou komise finančních znalců v procesu s Rudolfem Slánským, když v procesu byl mj. k trestu smrti odsouzen jeho bývalý spolupracovník Ludvík Frejka.
Od července 1950 do února 1954 byl Otakar Pohl generálním ředitelem Národní banky Československé, následně tamtéž náměstkem generálního ředitele a od srpna 1957 do října 1969 opět generálním ředitelem. V této pozici se projevoval jako plně loajální spolupracovník komunistického režimu. Působil jako jeden z klíčových představitelů Stálé smíšené československo-sovětské komise v Praze, která dohlížena na plnění dodávek uranové rudy pro SSSR a řídila národní podnik Jáchymovské doly. Na rozdíl od Ludvíka Frejky a také Svatopluka Rady, svého kolegy v čs.-sovětské uranové komisi, Otakar Pohl přežil bez úhony stranické čistky strany. Jako státní bankéř a jedna z klíčových osob uranové komise byl Otakar Pohl dobře informován o fungování táborech nucené práce, stejně jako o trestaneckých pracovních táborech při uranových dolech. Jeho rozhodování mělo vliv na charakter a razanci zacházení s nesvobodnými pracovními silami. Stejně tak věděl a dokonce podporoval přesměrování československé produkce na těžký a zbrojní průmysl, likvidaci drobného živnostenstva a násilnou kolektivizaci.
V roce 1968 se přihlásil k myšlenkám pražského jara a následně odsoudil okupaci zeměmi Varšavské smlouvy, za což byl z funkce ředitele odvolán. Od roku 1970 pracoval krátce v diplomatických službách. Zemřel v roce 1986 v Praze.